# 1930 dans les parcs de loisirs
| Années des parcs de loisirs : 1927 - 1928 - 1929 - 1930 - 1931 - 1932 - 1933    |
| Décennies des parcs de loisirs : 1900 - 1910 - 1920 - 1930 - 1940 - 1950 - 1960 |

## Attractions

### Montagnes russes
| Nom                                | Type / Modèle                | Constructeur                  | Parc                   | Pays       |
| ---------------------------------- | ---------------------------- | ----------------------------- | ---------------------- | ---------- |
| Dipper                             | Bois                         | Carl E. Phare                 | Playland Park          | États-Unis |
| Flying Turns                       | Bois bobsleigh /Flying Turns | John Norman Bartlett          | Euclid Beach Park      | États-Unis |
| Speed Hound Devenu Legend en 1996. | Bois                         | John A. Miller                | Arnolds Park           | États-Unis |
| Wildcat                            | Bois                         | Philadelphia Toboggan Company | Idora Park (Ohio) (en) | États-Unis |

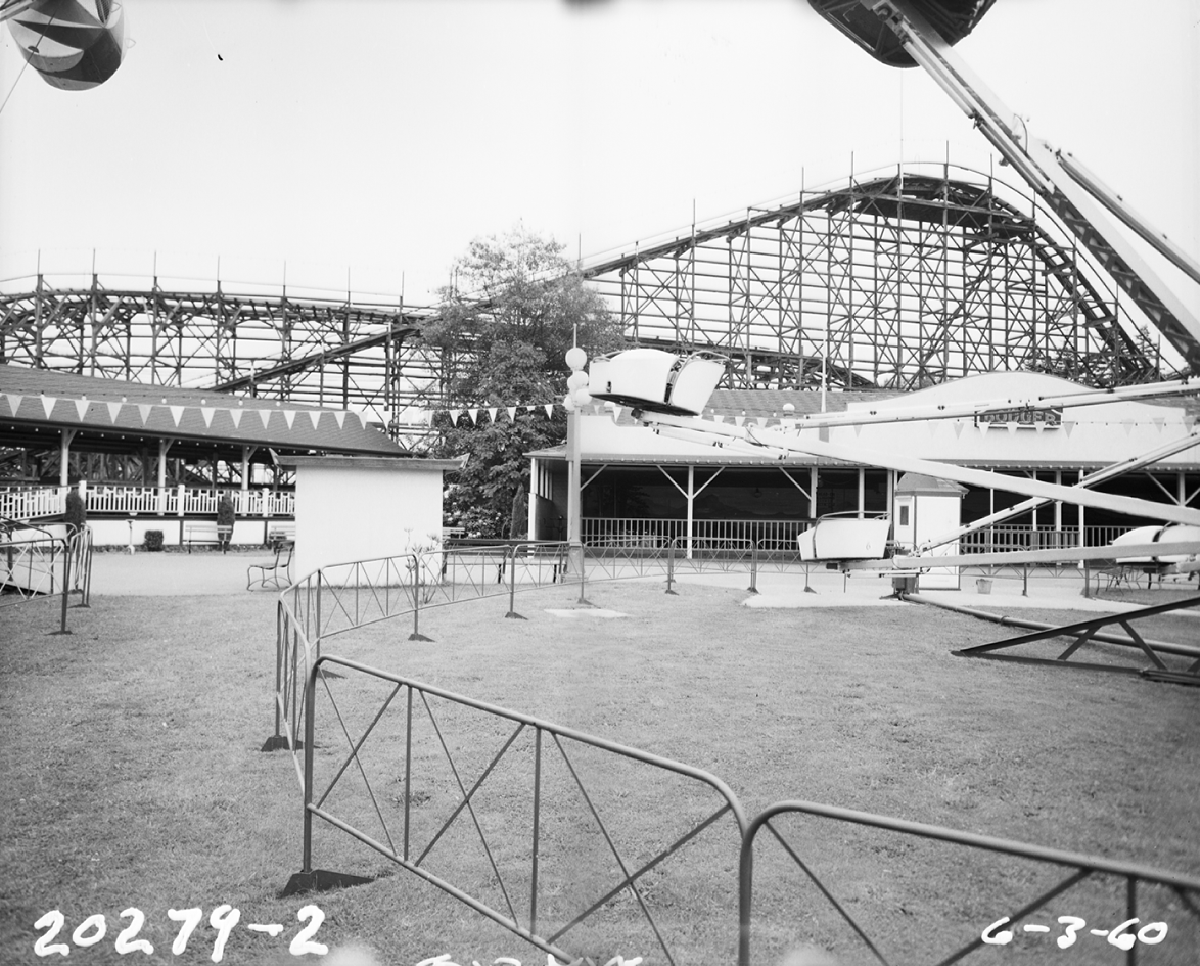
Dipper à Playland Park

### Autres attractions
| Nom         | Type / Modèle       | Constructeur         | Parc                     | Pays        |
| ----------- | ------------------- | -------------------- | ------------------------ | ----------- |
| Auto Race   | Parcours en voiture | Traver Engineering   | Kennywood                | États-Unis  |
| Ghost Train | Train fantôme       |                      | Blackpool Pleasure Beach | Royaume-Uni |
| Noah's Ark  | Palais du rire      | William H. Strickler | Pleasureland Southport   | Royaume-Uni |

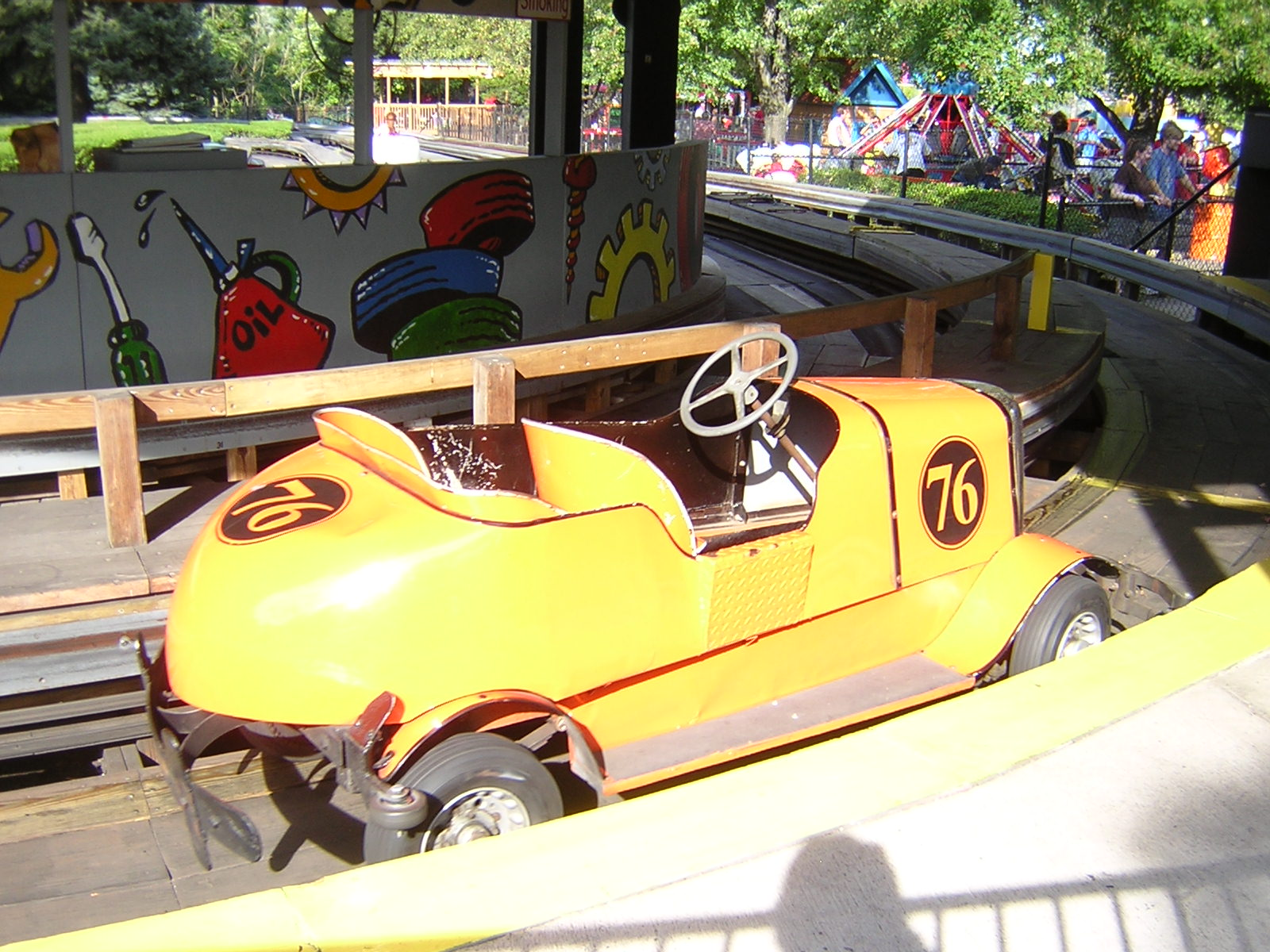
Auto Race à Kennywood
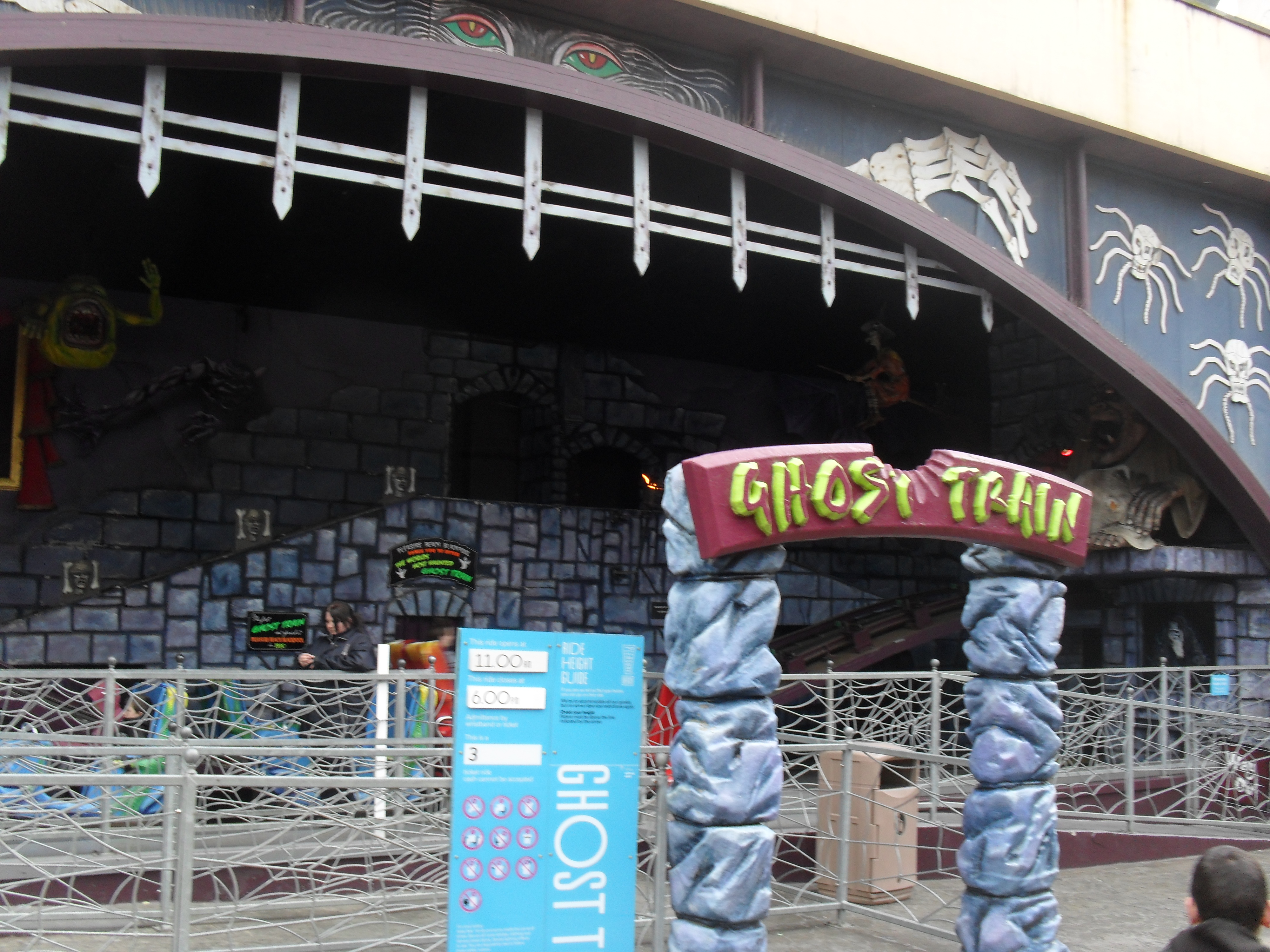
Ghost Train à Blackpool Pleasure Beach